# BitTornado
BitTornado (früher Shad0w's Experimental Client) ist ein von John Hoffman („Shad0w“) in Python programmierter freier BitTorrent-Client.
Mit TorrentFlux und TorrentVolve existieren Web-Frontends, die einen Betrieb auch auf entfernten Webservern möglich machen.
Das Super Seeding (auch als initial seeding bekannt) und das Webseeding wurden ursprünglich in BitTornado eingeführt.

## Geschichte
BitTornado basiert auf dem originalen Client von Bram Cohen.
Darauf aufbauend fügte er neue Funktionen hinzu:
Bandbreitenbeschränkung, Priorisierung einzelner Dateien bei mehreren Dateien innerhalb eines Torrents, automatisches Öffnen (und Schließen) von (Router-)Ports (NAT traversal) per Universal Plug and Play, Unterstützung für IPv6 (vorausgesetzt das Betriebssystem unterstützt dies).
Der BitTorrent-Client ABC ist ein BitTornado-Abkömmling, auf dem einige weitere Clients aufbauen, die noch aktiv weiterentwickelt werden (Tribler, Torrent Swapper).